# Oecophylla longinoda
Espèce
Oecophylla longinoda est une espèce d'insectes de la famille des Formicidae. On la reconnaît à travers sa couleur rouge. La fourmi tisserande africaine occupe les forêts tropicales humides d'Afrique subsaharienne. Au Bénin Oecophylla longinoda vit sur des manguiers et est connue sous le nom de fourmi tisserande.Fourmi

## Liste des sous-espèces
Selon Catalogue of Life (16 avril 2019) :
- sous-espèce Oecophylla longinoda annectens Wheeler, 1922
- sous-espèce Oecophylla longinoda claridens Santschi, 1928
- sous-espèce Oecophylla longinoda fusca Emery, 1899
- sous-espèce Oecophylla longinoda longinoda (Latreille, 1802)
- sous-espèce Oecophylla longinoda rubriceps Wheeler, 1922
- sous-espèce Oecophylla longinoda rufescens Santschi, 1928
- sous-espèce Oecophylla longinoda taeniata Santschi, 1928
- sous-espèce Oecophylla longinoda textor Wheeler, 1922